# Energoinvest (Sarajevo)

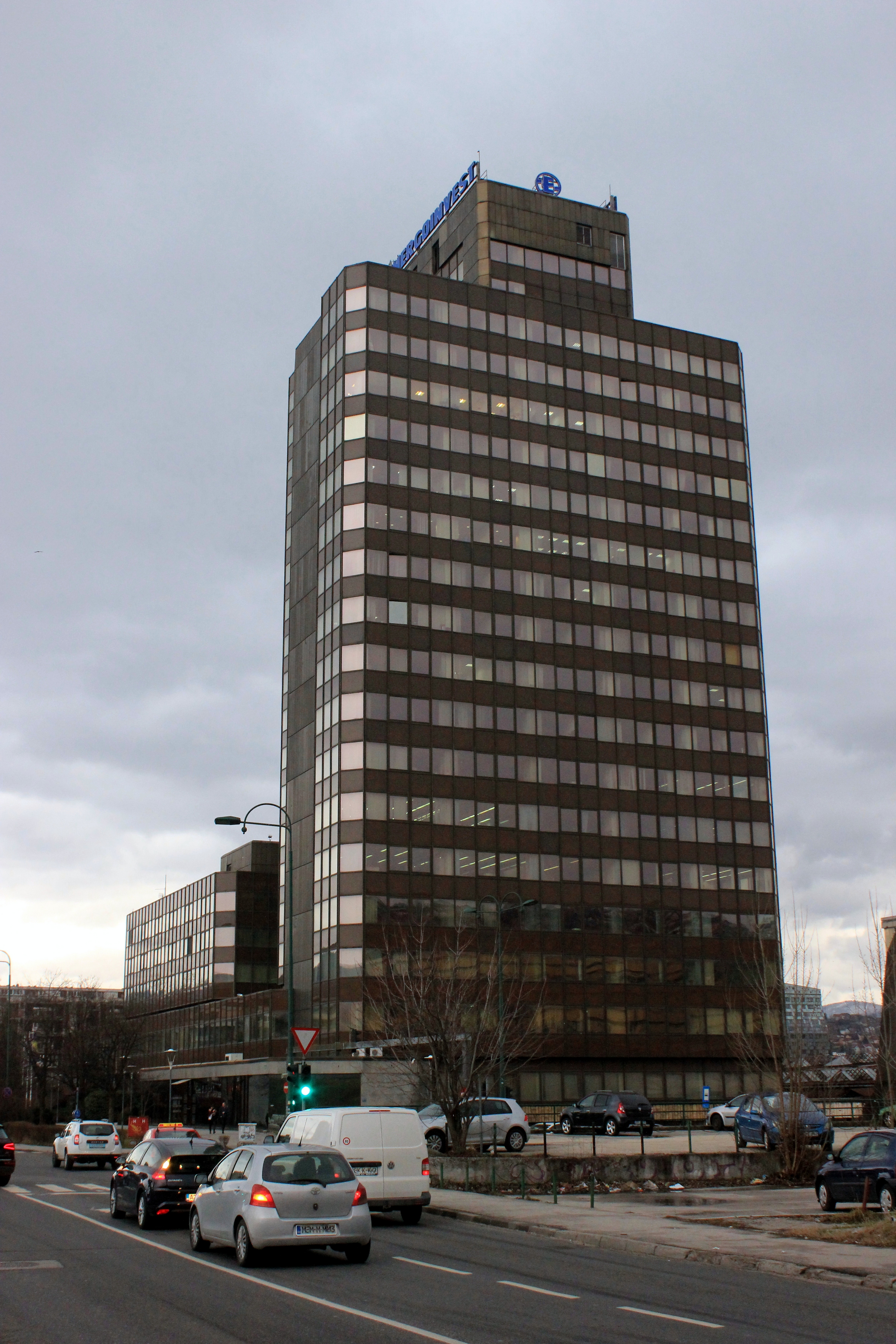
Pohled na budovu.

Energoinvest je komplex budov stejnojmenné společnosti, která se nachází v metropoli Bosny a Hercegoviny, Sarajevu. Výšková modernistická budova se nachází na adrese Hamdije Ćemerlića 2 v správním obvodu Novo Sarajevo.
Komplex tvoří několik staveb (označené písmeny jako A a B). První z nich je ikonická výšková budova, druhá je nižším objektem se čtvercovým půdorysem. Pro obě budovy je typický obklad v měděné barvě. Architektem stavby byl Živorad Janković. V první sídlí společnost Energoinvest. V druhé dekádě 21. století se do budovy B přesídlily instituce Federace Bosny a Hercegoviny.
V blízkosti objektu se nachází betonová věž, kterou zbudovalo německé okupační vojsko za druhé světové války.